# 올랜도 아폴로스
| 올랜도 아폴로스 |                                          |
| 컨퍼런스        | 동부 컨퍼런스                            |
| 설립연도        | 2018년                                   |
| 해체연도        | 2019년                                   |
| 역사            | 올랜도 아폴로스 (2019년)                 |
| 경기장          | 스펙트럼 스타디움                        |
| 연고지          | 플로리다주 올랜도                        |
| 상징색          | 네이비블루, 다크 오렌지, 브라이트 오렌지 |
| 단장            | 팀 루스켈                                |
| 감독            | 스티브 스퍼리어                          |
| 리그 우승       |                                          |
| 컨퍼런스 우승   |                                          |

올랜도 아폴로스(Orlando Apollos)는 미국 플로리다주 올랜도를 연고지로 하는 2019년 AAF 동부 컨퍼런스 소속되었던 미식축구 팀이다. 홈 경기장은 스펙트럼 스타디움이다.